# Frima NV
Frima NV was een Belgisch diepvriesbedrijf, gevestigd in Oostende en opgericht in 1947 onder de naam Les Frigorifères du Littoral.

## Geschiedenis
De redersfamilie de Crop besloot in 1947 om een bedrijf op te richten dat een gedeelte van haar eigen
visvangst kon invriezen om die dan in het laagseizoen te verkopen. De naam van het bedrijf werd Les Frigorifères du Littoral.

In 1965 verkocht de familie het bedrijf aan de Generale Bank en veranderde de naam in Viking International. 
Vanaf dat moment concentreerde de onderneming zich op de productie van gepaneerde vis en het verpakken van
gezaagde vis. In 1977 fuseerde het bedrijf met een andere onderneming van de Generale Bank, namelijk Frima uit Grobbendonk. Dat werd ook de nieuwe naam van het bedrijf. Door deze fusie waren op dat moment ca. 400 mensen in dienst, verdeeld over 2 vestigingen.
De Canadese multinational McCain Foods, dat destijds wereldwijd 20.000 werknemers telde, producent van diepgevroren aardappelproducten, bracht in 1986 een bod uit op het bedrijf om vaste voet in Europa te krijgen en in 1989 werd het bedrijf uiteindelijk eigendom van dit Canadese bedrijf.
De naam ‘Frima’ bleef als merknaam voor bereide diepvriesmaaltijden. De snackproducten (buns) en pizza’s werden onder de merknaam McCain verkocht.
In 2009 werd het bedrijf overgenomen door twee Franse ondernemers, Abdelhaq Belhaj en Isabelle Nojac. Sindsdien ging het bedrijf verder onder de naam Frima NV. De multinational McCain werd op dat moment geen eigenaar meer maar wel de grootste afnemer.

## Faillissement
Op 24 januari 2019 sloot het bedrijf definitief de deuren. Van de 98 werknemers konden ca 15 mensen aan de slag bij het bedrijf Frigilunch in Veurne. Het bedrijf was voor de sluiting al noodlijdend en was al enkele keren beschermd tegen schuldeisers middels twee periodes van WCO’s (Wet betreffende de Continuïteit van de Ondernemingen), in 2017 en 2018. Mede oorzaak van het failliet was het opzeggen van het leveringscontract in december 2018 door de oud eigenaar McCain Foods Limited.